# Renato Rocha (guitarrista)
Renato Rocha é um guitarrista, compositor e tecladista brasileiro, mais conhecido por fazer parte da banda Detonautas Roque Clube desde a sua formação clássica em 1997.

## Biografia
Em 1997 Renato Rocha entrou na formação do Detonautas Roque Clube com a intenção de tocar teclado, mas logo migrou para a guitarra. O início pela Internet virou notícia e no mesmo ano, a banda começou a se apresentar.

## Discografia

### Detonautas Roque Clube
- (2002) Detonautas Roque Clube
- (2004) Roque Marciano
- (2006) Psicodeliamorsexo&distorção
- (2008) O Retorno de Saturno[4]
- (2009) Acústico
- (2012) Ao Vivo no Rock in Rio
- (2014) A Saga Continua[5][6]
- (2017) VI
- (2021) Álbum Laranja
- (2022) Esperança
- (2023) Acústico 20 Anos - O Amor Não Tem Inimigos

### Celso Blues Boy
- (2011) Por Um Monte de Cerveja[7]

### DJ Cléston e Renato Rocha
- (2017) Free Souls[8]